# مختار سید
مختار سید (انگلیسی: Moukhtar Sayed؛ زادهٔ ۱۶ آوریل ۱۹۴۲) بازیکن بسکتبال اهل مراکش است. وی عضو تیم ملی بسکتبال مراکش در بازی‌های المپیک تابستانی ۱۹۶۸ بوده‌است.